# Bill Price (producteur)
Pour les articles homonymes, voir Price.
Bill Price est un producteur et ingénieur du son britannique né le 3 septembre 1944 et mort le 22 décembre 2016. Il est surtout connu pour avoir travaillé avec les Sex Pistols, le Clash ou Tom Jones.

## Biographie
Bill Price commence sa carrière d'ingénieur du son aux studios Decca dans le West Hampstead au milieu des années 1960, où il enregistre des artistes tels que Tom Jones ou Marmalade, dont Reflections of My Life s'est vendu à plusieurs millions d'exemplaires en novembre 1969.
Price part ensuite aux studios Wessex, à Londres. Responsable de l'ingénierie du son, il assiste à l'enregistrement des Sex Pistols et du Clash qui y passaient beaucoup de temps. Il participe ainsi à la réalisation de plusieurs albums majeurs des années 1970 et 1980 comme Never Mind the Bollocks, Here's the Sex Pistols ou London Calling.
Il aide à la construction des studios AIR sur Oxford Street et y travaille quelques années, puis de réaliser plus récemment le mixage de Nux Vomica et Time Stays, We Go de The Veils. Il produit aussi le groupe Carbon/Silicon de Mick Jones, guitariste du Clash.